# Tổng tuyển cử Campuchia 2023
Cuộc tổng tuyển cử được tổ chức tại Campuchia vào ngày ngày 23 tháng 7 năm 2023 để bầu các thành viên của Quốc hội. Đây là cuộc tổng tuyển cử lần thứ bảy của Campuchia kể từ khi chúng được khôi phục vào năm 1993. Đảng Nhân dân Campuchia hiện nắm giữ toàn bộ số ghế tại Quốc hội. Thủ tướng Campuchia đương nhiệm là ông Hun Sen đã tuyên bố sẽ tiếp tục tranh cử cho nhiệm kì thủ tướng tiếp theo. Chính phủ mới dự kiến sẽ tuyên thệ nhậm chức vào ngày 28 tháng 8 năm 2023.

## Bối cảnh
Hun Sen đã từng đảm nhận chức vụ Thủ tướng Campuchia và các nước tiền nhiệm của nó (Cộng hòa Nhân dân Campuchia và Nhà nước Campuchia) kể từ tháng 1 năm 1985 (tại vị từ tháng 12 năm 1984). Sau khi cuộc xung đột đảo chính năm 1997 kết thúc, ông đã củng cố lại quyền lực, dẫn đến sự khởi đầu cho chế độ cai trị độc tài. Đỉnh điểm là khi thành lập hệ thống đơn đảng thực quyền (de facto) vào năm 2018 sau khi Tòa án Tối cao Campuchia đảm bảo sẽ trung thành với Hun Sen và ngăn chặn các cuộc đảo chính từ phe đảng đối lập lớn nhất, Đảng Cứu quốc Campuchia do Sam Rainsy và Kem Sokha lãnh đạo.
Hun Sen hầu hết đã được mọi người đồng ý trở thành ứng cử viên cho thủ tướng của đảng CPP cho cuộc bầu cử lần này trong Đại hội lần thứ 43 của đảng. Ủy ban Trung ương cũng có đồng nhất trí với Hun Manet, con trai cả của Hun Sen, ông cũng là ứng cử viên cho thủ tướng tương lai của đảng sau Hun Sen. Hun Sen sau đó đã công bố là ông sẽ tiếp tục âm thầm hoạt động cho đến khi cuộc bầu cử năm 2028 kết thúc mặc dù việc chuyển giao quyền lực cho con trai ông từ năm 2023 đến năm 2028 vẫn chưa bị loại bỏ hoàn toàn. Bất chấp việc có một số thiếu sót, đặc biệt là trong thời điểm có đợt bùng phát dịch bệnh quy mô lớn vào đầu năm 2021. Chính phủ Campuchia đã được ca ngợi rộng rãi về phản ứng của họ với đại dịch COVID-19 khi họ đã khởi xướng một chương trình tiêm chủng thành công với hơn 80% dân số được tiêm chủng đầy đủ, tính đến tháng 1 năm 2022.
Một cuộc tranh cãi gay gắt giữa hai phe chủ nghĩa khác nhau của Kem Sokha và Sam Rainsy trong Đảng Cứu quốc Campuchia (CNRP) trước đó khi họ khó có thể trở thành một đảng đối lập thống nhất chống lại phe CPP. Trong cuộc bầu cử cấp xã năm 2022 đã trở thành một yếu tố dẫn đến sự thành công như mong đợi đối với phe CPP, được coi như là hồi chuông báo hiệu cho cuộc tổng tuyển cử sắp tới. Dựa theo những kết quả trước đó, bên CPP mơ hồ dự đoán rằng họ có thể sẽ giành được 104 ghế chiếm 83,20% của Quốc hội và Đảng Sam Rainsy có thể sẽ giành được 21 ghế chiểm 16,80%. Nhưng sau đó, phát ngôn viên của CPP là ông Sok Eysan đã cho biết, bây giờ CPP sẽ có thể nhắm mục tiêu nâng số ghế lên 120 và chiếm 90% số ghế của Quốc hội.
Vào ngày 15 tháng 5 năm 2023, Đảng Sam Rainsy đã chính thức bị Ủy ban Bầu cử Quốc gia từ chối đăng ký tham dự. Do đó họ đã bị mất quyền tư cách tham gia cuộc bầu cử với lý do là vì họ đã không nộp kịp những tài liệu đăng ký thích hợp, mà bên kia cho biết sẽ kháng cáo.

### Bắt giữ
Cựu lãnh đạo của Đảng Cứu quốc Campuchia (CNRP) là ông Kem Sokha đã bị kết án 27 năm tù vì tội âm mưu với các thế lực ngoại quốc nhằm lật đổ chính phủ Campuchia. Theo bản án, ông sẽ phải tạm giam tại nhà riêng nằm ở khu phố Tuol Kork của Phnom Penh và trong khoảng thời gian xét xử, ông bị tạm giam ở nhà tù Trapeang Phlong. Do lo ngại về đại dịch COVID-19, phiên tòa xét xử ban đầu của ông đã buộc phải hoãn lại. Cho đến ngày 3 tháng 3 năm 2023, tòa án thành phố đã chính thức kết tội ông với 27 năm tù theo Điều 439 và 443 của Bộ luật Hình sự, đồng thời sẽ loại ông ra khỏi các hoạt động chính trị và bầu cử theo Điều 450. Sokha không bị giam ngay lập tức mà thay vào đó, ông bị hạn chế ở nhà riêng dưới sự giám sát của tòa án. Phán quyết của tòa án sau đó đã bị các nhóm nhân quyền, bao gồm cả đại sứ quán Hoa Kỳ và Cao ủy Nhân quyền Liên Hợp Quốc lên án.

Kem Sokha vẫy tay chào những người ủng hộ lần cuối khi ông rời khỏi Tòa án thành phố Phnom Penh vào ngày 19 tháng 1 năm 2022

### Từ chức
Sau khi ông Kem Sokha bị phiên toà xét xử, 15 đảng viên của Đảng Thanh niên Campuchia đã bị cách chức. Trong đó có bao gồm ba thành viên cấp cao và các thành viên còn lại đều nằm trong ủy ban thường vụ Neou Bora, Huon Thearith và Chhom Chanthorn. Chủ tịch Đảng là ông Pich Sros đã nói rằng, "Việc từ chức của các quan chức cấp cao không phải là điều đáng lo ngại, và đảng sẽ tiếp tục có kế hoạch đăng ký tham gia và mở rộng thêm nhiều danh sách cho những ứng cử viên của NEC nhằm tạo điều kiện cho cuộc bầu cử năm 2023.
Kong Korm, cố vấn cấp cao của Đảng Sam Rainsy, đã bị cách chức sau khi bị chính quyền Campuchia lên tiếng về những ngôn từ mà ông chỉ trích khi bị tịch thu tài sản vào hồi đầu năm, đồng thời chính quyền cũng đệ đơn kiện chống lại ông. Sau đó, ông đã phải xin lỗi phía đảng CPP và ông Hun Sen vì đã buộc họ phải đệ đơn kiện và nói ông liên kết với Đảng Ánh nến là một sai lầm. Trong bức thư xin lỗi, Kong Korm đã nói: "Tôi đã nhận ra sai lầm của mình và đã xin lỗi nhà lãnh đạo CPP, người đã khuyên các hoạt động chính trị mới nhất của tôi sẽ có hại cho phẩm giá của các nhà lãnh đạo CPP khác và làm xáo trộn sự hài hòa của xã hội".

### Chính sách đối ngoại
Trong giai đoạn chiến tranh giữa Nga với Ukraina 2022, thủ tướng Hun Sen cùng với chính phủ Campuchia đã công bố sẽ giữ thái độ trung lập, mặc dù đã thiết lập nhiều mối quan hệ ngoại giao với Ukraina. Hun Sen cùng với Bộ trưởng Ngoại giao Prak Sokhonn đã gặp Bộ trưởng Ngoại giao Ukraina Dmytro Kuleba và ông đã cử "Người phá mìn" đến và huấn luyện cho những binh lính Ukraina, trở thành một yếu tố quan trọng để Ukraina lên kế hoạch mở Đại sứ quán tại Phnom Penh. Phản ứng của Hun Sen đã khiến cho cả hai bên bao gồm Nga và Ukraina đều phải ca ngợi Chính phủ Campuchia về thái độ duy trì sự trung lập trong cuộc xung đột.

### Sự kiện núi Kulen
Vào tháng 8 năm 2022, nhà sáng lập của Đảng Liên minh vì Dân chủ (LDP) là ông Khem Veasna đã soạn một bức tối hậu thư và công bố chúng trước đám đông đang tụ tập ở một ngôi nhà nhỏ nằm tại phía nam Núi Kulen. Họ đều là những người dân đã cùng ồ ạt đến khu vực này sau khi nghe được một lời cảnh báo về "ngày tận thế" của một chính trị gia địa phương và không ít người đã tin vào lời cảnh báo trên. Theo lời kể của một nạn nhân, người chính trị gia đó đã khuyên mọi người nên đến ngôi nhà trên để "sống sót sau trận lũ lụt tàn khốc trong nước và thế giới" khiến không ít người tin rằng, khu vực này chính là một "nơi trú ẩn an toàn". Nhiều nhà chức trách sau đó đã phải đưa ra một bức tối hậu thư sau khi nhận thấy lượng đám đông gia tăng từ 15.000 lên đến 20.000 người.

### Thải hồi
Vào ngày 8 tháng 10 năm 2022, Quốc vương Norodom Sihamoni đã ban hành một sắc lệnh hoàng gia yêu cầu ông Veng Sakhon cách chức; lúc bấy giờ là Bộ trưởng Nông Lâm Ngư nghiệp Campuchia, sắc lệnh sau đó đã có hiệu lực ngay lập tức. Tuyên bố trên đã được đưa ra theo yêu cầu của Thủ tướng Hun Sen. Sau đó, chính phủ đã chỉ định ông Aun Pornmonirath; Bộ trưởng Bộ Kinh tế và Tài chính ra làm chủ Bộ trưởng Bộ Nông nghiệp bên cạnh các chức vụ hiện tại của ông. Nhờ vào sự trông nom mà sau này, Quốc hội đã phê chuẩn ông Dith Tina làm Bộ trưởng Bộ Nông nghiệp tiếp theo.
Vào ngày 24 tháng 8 năm 2022, thống đốc thành phố Takhmao là ông Nou Sovannara đã bị cách chức và bị bắt phải điều động lại làm việc tại Cơ quan hành chính tỉnh Kandal do thái độ "thiếu tích cực" trong vấn đề giải quyết nguồn cung cấp nước sạch cho người dân.

### Thống đốc Pursat
Vào ngày 21 tháng 11 năm 2022, do thống đốc trước đó là ông Cheav Tay đã bị thuyên chuyển do các vấn đề về sức khỏe. Khoy Rida đã được Bộ trưởng bộ Nội vụ Sar Kheng bổ nhiệm làm thống đốc tiếp theo của tỉnh Pursat.

## Hệ thống
Theo quy định hiến pháp Campuchia, quốc hội sẽ được bầu theo nhiệm kỳ 5 năm 1 lần từ 25 khu vực bầu cử đa thành viên dựa trên các tỉnh theo đại diện tỷ lệ danh sách kín. Số ghế sẽ được phân bổ theo phương pháp d'Hondt và cuộc bầu cử sẽ diễn ra vào ngày chủ nhật thứ 4 của tháng Bảy.

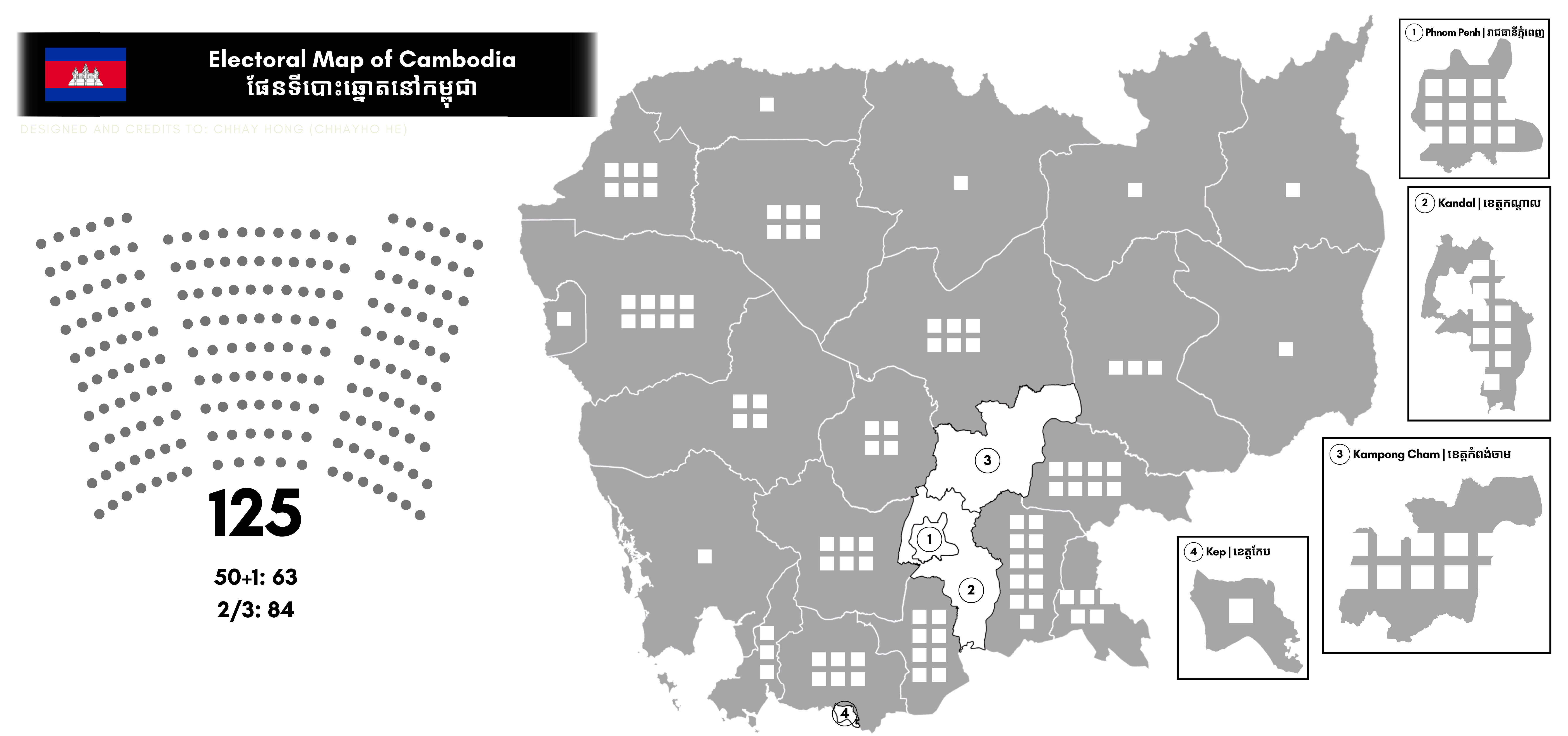
Số ghế được phân bổ theo tỉnh trên bản đồ

Dưới đây là danh sách số ghế được phân bố theo các tỉnh:
| Tỉnh             | Số ghế |
| ---------------- | ------ |
| Banteay Meanchey | 6      |
| Battambang       | 8      |
| Kampong Cham     | 10     |
| Kampong Chhnang  | 4      |
| Kampong Speu     | 6      |
| Kampong Thom     | 6      |
| Kampot           | 6      |
| Kandal           | 11     |
| Koh Kong         | 1      |
| Kratié           | 3      |
| Mondulkiri       | 1      |
| Phnôm Pênh       | 12     |
| Preah Vihear     | 1      |
| Prey Veng        | 11     |
| Pursat           | 4      |
| Ratanakiri       | 1      |
| Xiêm Riệp        | 6      |
| Preah Sihanouk   | 3      |
| Stung Treng      | 1      |
| Svay Rieng       | 5      |
| Takéo            | 9      |
| Oddar Meancheay  | 1      |
| Kep              | 1      |
| Pailin           | 1      |
| Tboung Khmum     | 8      |
| Tổng cộng        | 125    |

## Cử tri
Theo hiến pháp, mọi công dân từ 18 tuổi trở lên đều có quyền được bầu cử và việc bỏ phiếu là không bắt buộc. Theo cơ quan NEC, có tổng cộng 9.710.645 cử tri đã đăng ký tham gia trong năm 2023, tăng thêm 504.964 cử tri kể từ cuộc bầu cử cấp xã năm 2022 và cũng tăng 13,7% (tương đương với 1.330.428) kể từ cuộc tổng tuyển cử năm 2018.

### Theo nhân khẩu

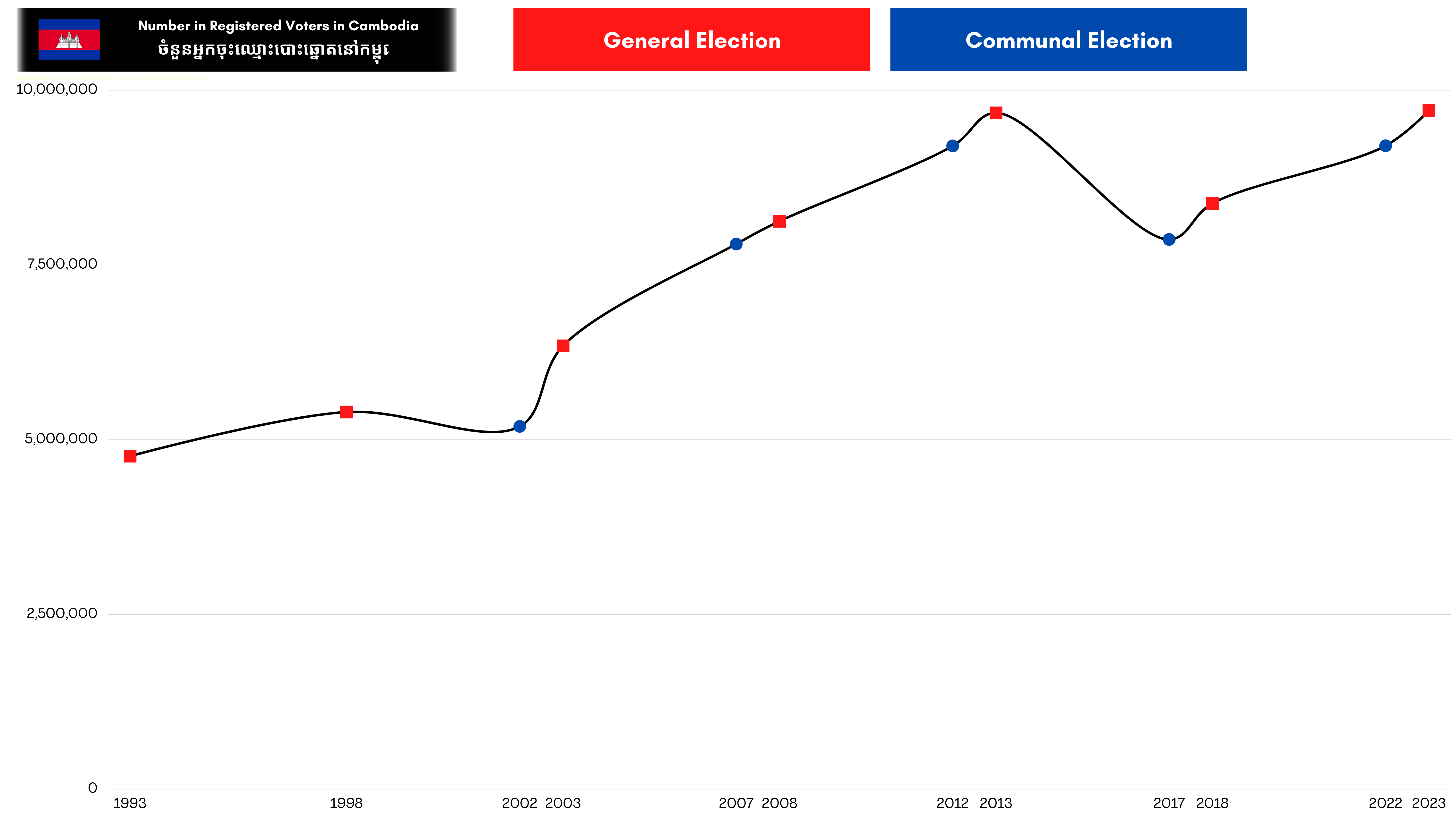
Số cử tri Campuchia đã đăng ký theo xu hướng

| Số Cử tri Đăng ký Theo Giới tính | Số Cử tri Đăng ký Theo Giới tính | Số Cử tri Đăng ký Theo Giới tính |
| Giới tính                        | Số cử tri                        | %                                |
| -------------------------------- | -------------------------------- | -------------------------------- |
| Nữ                               | 5,161,906                        | 53.15%                           |
| Nam                              | 4,548,739                        | 46.85%                           |
| Tổng cộng                        | 9,710,645                        | 100%                             |
| Nguồn: Khmer Times               |                                  |                                  |

### Theo xu hướng tăng trưởng
| Số cử tri đăng ký kể từ năm 1993 | Số cử tri đăng ký kể từ năm 1993 | Số cử tri đăng ký kể từ năm 1993 |
| Năm                              | Số cử tri                        | +/-                              |
| -------------------------------- | -------------------------------- | -------------------------------- |
| 1993                             | 4,764,618                        | 100%                             |
| 1998                             | 5,395,595                        | 13.20%                           |
| 2002                             | 5,190,307                        | 3.80%                            |
| 2003                             | 6,341,834                        | 18.15%                           |
| 2007                             | 7,799,371                        | 18.68%                           |
| 2008                             | 8,125,529                        | 4.01%                            |
| 2012                             | 9,203,493                        | 11.71%                           |
| 2013                             | 9,675,453                        | 4.87%                            |
| 2017                             | 7,865,033                        | 18.71%                           |
| 2018                             | 8,380,217                        | 6.14%                            |
| 2022                             | 9,205,681                        | 8.96%                            |
| 2023                             | 9,710,645                        | 5.20%                            |

## Quy trình
| Ngày                          | Sự kiện                                     |
| ----------------------------- | ------------------------------------------- |
| 29 tháng 6 năm 2022           | Công bố về ngày bầu cử tiếp theo            |
| 1 tháng 4–19 tháng 7 năm 2023 | Đăng ký quan sát viên trong nước và quốc tế |
| 24 tháng 4–8 tháng 5 năm 2023 | Quy trình đề cử                             |
| 1–21 tháng 7 năm 2023         | Giai đoạn chiến dịch bầu cử                 |
| 22 tháng 7 năm 2023           | Giai đoạn bầu cử im lặng                    |
| 23 tháng 7 năm 2023           | Ngày bầu cử                                 |
| 24 tháng 7 năm 2023           | Công bố kết quả sơ bộ                       |
| Chưa rõ                       | Công bố kết quả chính thức                  |
| Nguồn: Khmer Times            |                                             |

## Bầu cử bổ sung
Một nghị định bổ sung do thủ tướng Hun Sen ký vào ngày 5 tháng 1 năm 2023 đã phân bổ lại các số lượng thành viên từ những hội đồng thành phố riêng biệt và mới được thành lập tại các huyện Kandal, Kampong Speu và Kratie cho nhiệm kỳ đầu tiên. Nghị định nội dung rằng, đối với thành phố Arey Ksat ở huyện Kandal có 19 ủy viên hội đồng thì riêng thành phố Sampov Poun ở cùng huyện đó cũng phải có 19 ủy viên hội đồng. Đối với thành phố Sameakki Mean Chey ở huyện Kampong Speu thì phải có 17 ủy viên hội đồng thì quận Samakki Monichey nằm ở cùng huyện đó phải có số ủy viên hội đồng tương tự. Còn đối với quận O'Kreang Sen Chey mới thành lập ở huyện Kratié thì chỉ cần có 15 ủy viên hội đồng.
| Ngày                | Sự kiện                    |
| ------------------- | -------------------------- |
| Chưa rõ             | Giai đoạn vận động bầu cử  |
| 8 tháng 4 năm 2023  | Thời gian bầu cử im lặng   |
| 9 tháng 4 năm 2023  | Ngày bầu cử                |
| 24 tháng 4 năm 2023 | Công bố kết quả chính thức |
| Nguồn: Khmer Times  |                            |

## Kết quả
| Chính đảng | Chính đảng                   | Lãnh đạo           | Quốc hội         | Quốc hội         | Quốc hội  | Chính phủ       |
| Chính đảng | Chính đảng                   | Lãnh đạo           | Kết quả năm 2018 | Kết quả năm 2018 | Hiện tại  | Chính phủ       |
| Chính đảng | Chính đảng                   | Lãnh đạo           | %                | Số ghế           | Hiện tại  | Chính phủ       |
| ---------- | ---------------------------- | ------------------ | ---------------- | ---------------- | --------- | --------------- |
|            | Đảng Nhân dân Campuchia      | Hun Sen            | 76.85%           | 125 / 125        | 125 / 125 | Đa số Chính phủ |
|            | FUNCINPEC                    | Norodom Chakravuth | 5.89%            | 0 / 125          | 0 / 125   | Đối lập         |
|            | Đảng Đoàn kết Quốc gia Khmer | Nhek Bun Chhay     | 1.56%            | 0 / 125          | 0 / 125   | Đối lập         |

## Phản ứng

### Địa phương
Teng Channat, người đứng đầu sở cảnh sát tỉnh Siem Reap đã cảnh báo là nếu ông Khem Veasna không thể giải tán đám đông trước ngày 30 tháng 8 như lời hứa, chính phủ có thể sẽ đệ đơn kiện lên tòa.
Chủ tịch huyện Banteay Srei là ông Khim Finan đã công bố một báo cáo cho rằng, kể từ thứ Bảy, các quan chức của huyện đã phải nhấn mạnh về việc cuộc tụ tập trên núi Kulen cần phải được giải tán. Trao đổi với báo chí, ông nói rằng: “Chúng tôi hiện đang phải chờ xem liệu đám đông có giải tán hay không bởi vì tôi nhận thấy rằng. Nhiều người đang cố gắng tụ tập bên trong và xung quanh trang trại của ngôi nhà, thậm chí nhiều người còn tụ tập trên con đường đến Núi Kulen nhiều hơn là rời đi khiến điều này thực sự rất khó khăn khi phải chứng kiến như vậy”.
Chủ tịch tỉnh Siem Reap là ông Tea Seiha đã đích thân đến thăm trang trại của Khem Veasna và phải yêu cầu ông đến và giải tán đám đông.

### Trong nước
Tổng tư lệnh Hun Manet cùng với các sĩ quan khác cũng đã xuống trang trại nơi diễn ra sự kiện và cũng đã yêu cầu Khem Veasna phải giải tán đám đông.
Ngôi nhà chỉ cách tỉnh Siem Reap khoảng một giờ lái xe. Theo lệnh của thủ tướng Hun Sen, khu vực này hiện đã được sơ tán bằng xe tải quân đội và xe cứu thương. Hun Sen đã khuyên chính quyền nên tạo thêm nhiều điều kiện thuận lợi để người dân có thể rời khỏi ngôi nhà và quay trở về nếu họ muốn. Hun Sen cũng đã cáo buộc Khem Veasna đang gây áp lực cho chính quyền và buộc ông phải sử dụng vũ lực để giải tán cho cuộc tụ tập.